# Andrea Andreoli
Andrea Andreoli (Bergamo, 4 giugno 1983) è un trombonista italiano.

## Biografia
Si diploma in Trombone presso il Conservatorio Giuseppe Verdi di Como, sotto la guida del M. Pierluigi Salvi e Fulvio Clementi.
Durante gli studi classici approfondisce lo studio del jazz e dell’improvvisazione presso il CDPM di Bergamo con il M. Sergio Orlandi.
Consegue il diploma accademico di secondo livello in Trombone jazz presso il Conservatorio Verdi di Milano sotto la guida di Giovanni Falzone.
Partecipa a diversi masterclass di perfezionamento sul repertorio solistico e sinfonico con i maestri Joseph Alessi, Charlie Vernon, Michel Becquet, Daniele Morandini.
Approfondisce lo studio del jazz con Rudy Migliardi, Marshall Gilkes, Elliot Mason.
Vince il concorso per primo Trombone presso la Norrbotten big band (Svezia).
Suona tra gli altri con la Norrbotten big band, gli Acrobats di Tino Tracanna, la Civica Jazz Band di Enrico Intra, Paolo Tomelleri Big Band, Nick The NightFly Orchestra, Contemporary Orchestra di Giovanni Falzone, Monday Orchestra di Luca Missiti, Jw Orchestra di Marco Gotti, Jazz company di Gabriele Comeglio, Orchestra Notti di Luci, Verdi Jazz Orchestra, Sugarino Big Band.
Tra le collaborazioni di spicco vi sono quelle con: WDR Big Band, Vince Mendoza, Fred Hersch, Incognito, Maria Schneider, Ennio Morricone, Lew Soloff, Bob Mintzer, Randy Brecker, Pee Wee Ellis, Erich Marienthal, Marshall Gilkes, Elliot Mason, Mike Mainieri, Gianluigi Trovesi, Jimmy Heath, Dave Weckl, Fabrizio Bosso, Francesco Cafiso, Bobby Watson, Roberto Gatto, Enrico Rava, Enrico Intra, Franco Cerri, Franco Ambrosetti, Tullio De Piscopo, suonando in importanti festival come il London Jazz Festival, il Torino Jazz Festival, Bergamo Jazz, Trento Jazz festival, Vicenza Jazz Festival, Bulach jazz festival, Malta Jazz Festival, Ascona Jazz Festival e molti altri.
Ha collaborato nella produzione di importanti musical quali La Bella e La Bestia, Cats”, Happy Days, Hair Spray, La Febbre del Sabato Sera e Grease.
È stato parte di organici nelle trasmissioni di Zelig, Che Tempo che Fa, The Voice, Casa Mika, Michelle Impossible, Io Canto Family
Dal 2012 suona con Malika Ayane, con la quale ha avuto modo di esibirsi in importanti venues e teatri italiani e con Mario Biondi.
Nomination ai Grammy Awards 2020 con l’album Begin Again di Fred Hersch e WDR Big Band.
Nel 2024 prende parte al tour europeo di Billy Cobham nei progetti "Spectrum 50" e "Time Machine"
Collabora con importanti studi di registrazione per l’incisione di colonne sonore, jingle pubblicitari, musiche per trasmissioni televisive, musicals e produzioni discografiche.
È docente di trombone Jazz presso il Conservatorio Giuseppe Verdi di Milano.

## Discografia

### Leader
- 2015 - Don't give up (Ultra Sound Records)[15]
- 2024 - My Family Things (Abeat Records)[16]

### Collaborazioni
- 2010 - Any old Time di Paolo Tomelleri big band (Music Center)
- 2011 - Pianeti Diversi di Enrico Intra (Alfamusic)
- 2012 - Led Zeppelin suite di Giovanni Falzone contemporary Orchestra (Musicamorfosi)[17]
- 2017 - Gazelle di Double side octet (Molatto/Edel)
- 2019 - Blues is more di Claudio Angeleri (Dodicilune[18])
- 2019 - Symphonic Bob di Vein feat Big Band
- 2019 - Fred Hersch & WDR Big Band - Begin Again, Arranged and conducted by Vince Mendoza (Palmetto Records)[19]
- 2019 - Live at the Philharmonie Cologne - Bill Laurance & WDR Big Band conducted by Bob Mintzer (Jazzline)[20]
- 2021 - Malifesto di Malika Ayane (Sugar)
- 2021 - Unica di Ornella Vanoni (BMG)
- 2022 - Romantic di Mario Biondi (Sony Music)[21]
- 2022 - Canzoni da intorto di Francesco Guccini (BMG)[22]
- 2023 - Canzoni da Osteria di Francesco Guccini (BMG)[23]

## Premi e riconoscimenti
- 2019: Premio Gorni Kramer[24]